# دینگانن (ویرجینیا)
دینگانن (به انگلیسی: Dungannon) یک شهر در ایالات متحده آمریکا است که در شهرستان اسکات، ویرجینیا واقع شده‌است. دینگانن ۰٫۹ کیلومتر مربع مساحت و ۳۳۲ نفر جمعیت دارد و ۴۰۸ متر بالاتر از سطح دریا واقع شده‌است.